# Снакин, Валерий Викторович
Валерий Викторович Снакин (род. 24 апреля 1950 года) — доктор биологических наук, профессор, заведующий сектором Музея землеведения МГУ, заведующий лабораторией ландшафтной экологии Института фундаментальных проблем биологии РАН, лауреат Премии Правительства Российской Федерации в области науки и техники.

## Биография
В 1973 году окончил инженерный физико-химический факультет (учился с 1967 года) Московского химико-технологического института им. Д. И. Менделеева по специальности инженер-технолог. Учился в аспирантуре (1973—1976) Института агрохимии и почвоведения АН СССР (c 1972 г. Институт фундаментальных проблем биологии РАН). Защитил диссертацию «Экспериментальное исследование биогенного круговорота и миграции йода и других химических элементов в системе почва, питательный раствор – растение» на соискание учёной степени кандидата биологических  наук (1978) в МГУ имени М.В. Ломоносова по специальности «почвоведение». В 1992 г. защитил диссертацию «Экологическая роль жидкой фазы почвы в биогеоценозе» на соискание ученой степени доктора биологических наук в Днепропетровском государственном университете по специальности «экология». В 1998 году присвоено учёное звание профессора по специальности «экология».
В Пущинском государственном университете, МГУ им. М.В. Ломоносова и РГГУ читал курсы «Глобальные экологические процессы и эволюция биосферы», «Экология», «Ландшафтная экология», «Глобальные природные процессы».
В 1997–2001 – директор Центра научных программ и проректор по науке Международного независимого эколого-политологического университета (МНЭПУ).
Специалист в области экологии и природопользования. Разработчик новых физико-химические методов анализа почв и почвенных растворов, систем почвенных и ландшафтных параметров для ведения экологического мониторинга и комплексной  оценки степени деградации и устойчивости экосистем. Один из авторов Национального атласа России  в 4-х томах (2005-2008), Национального атласа Арктики (2017), Атласа современных и прогнозных аспектов последствий аварии на Чернобыльской АЭС на пострадавших территориях России и Беларуси (2009), Экологического атласа России (2017) и других картографических обобщений экологической ситуации на территории РФ. 
Предложил новую (тектоническую) гипотезу о причинах великих вымираний видов в результате дрейфа материков и периодического их объединения (2016, 2021). Исследовал закономерности эволюции биосферы, естественнонаучные основы глобализации, отмечал отсутствие научных основ у концепции устойчивого развития и теории парникового эффекта как результата деятельности человека. Внёс существенный вклад в развитие терминологии в области экологии и природопользования.
Руководил проектами Международного научного фонда JHE100 (1995), РФФИ 95-04-28659-а; 95-07-19223-в; 95-04-28659-д; 99-04-62081; 03-04-62071-д; 05-06-80292-а; 19-15-00047, Неправительственного Экологического Фонда им. В.И. Вернадского (1998), проекта АМР США «Доклад о свинцовом загрязнении окружающей среды Российской Федерации и его влиянии на здоровье населения» (Белая книга, 1997—1998) и др.
Является членом редколлегий журналов «Жизнь Земли», «Использование и охрана природных ресурсов в России» и «Век глобализации», Академик РАЕН, академик и член Президиума Российской Экологической Академии.
- 1976—1995 — младший, с 1987 — старший научный сотрудник Института агрохимии и почвоведения АН СССР.
- 1991—1994 — зам. директора и зав. лаборатории ВНИИ Природы.
- 1993—1994 — и.о. директора ВНИИ Природы.
- 1994—1997 – зам. директора по науке Российского экологического федерального информационного агентства (РЭФИА).
- 1997—2001 — директор Центра научных программ и проректор по науке Международного независимого эколого-политологического университета [МНЭПУ].
- 2001—2007 — первый зам. директора Национального информационного агентства «Природные ресурсы» («НИА-Природа»).
- 1995 — наст. время — зав. лабораторией ландшафтной экологии Института фундаментальных проблем биологии РАН.
- 2007 — наст. время – зав. сектором музейно-методической работы Музея землеведения МГУ.

## Награды
- Премия Правительства Российской Федерации в области науки и техники (2004)
- Премия имени А.Н. Косыгина за разработку экологических атласов России (2003).
- Почётный работник сферы образования Российской Федерации (2020).

## Публикации
Автор более 300 научных работ, в т. ч. 20 монографий и словарей, 4 изобретений.
Основные труды:
- Снакин В.В., Алябина И.А., Кречетов П.П. Экологическая оценка устойчивости почв к антропогенному воздействию // Изв. РАН. Сер. географ. № 5. 1995. C. 50–57.
- Снакин В.В. Глобальный экологический кризис: ресурсный и эволюционный аспекты // Век глобализации. 2010. Вып. №2 (6). С. 105–114.
- Снакин В.В. Путь к устойчивому развитию: мифы и реальность // Век глобализации. 2016. № 1–2. С 80–86.
- Снакин В.В. Массовые вымирания видов животных в истории биосферы Земли: еще одна гипотеза // Изв. РАН. Сер. Географ. 2016. № 5. С. 82–90.
- Снакин В.В. Географическая изоляция видов как фактор глобальной динамики биоразнообразия // Жизнь Земли, 2016 том 38, № 1. – С. 52-61.
- Снакин В.В. Глобальные природные процессы: неустойчивость развития // Жизнь Земли. 2018. № 3. С. 342–349.
- Снакин В.В. Глобализация как закономерный этап эволюции биосферы // Жизнь Земли. 2019. Т. 41 (3). C. 272–283.
- Снакин В.В. Глобальные изменения климата: прогнозы и реальность // Жизнь Земли. 2019. Т. 41 (2). C. 148–164.
- Снакин В.В. Экологические аспекты глобализации // Век глобализации. 2019. № 4. С. 50–62.
- Снакин В.В. Глобализация как закономерный этап эволюции биосферы // Жизнь Земли. 2019. Т. 41 (3). С. 272–283. DOI 10.29003/ m670.0514-7468.2019_41_3/272-283.
- Снакин В.В. Глобальные изменения климата: прогнозы и реальность // Жизнь Земли. 2019 в. Т. 41 (2). С. 148–164. DOI 10.29003/m649.0514-7468.2019_41_2/121-246.
- Snakin, V.V. Lithospheric plate tectonics and mass extinctions of biological species // IOP Conference Series: Earth and Environmental Science, Volume 946, 2021. doi:10.1088/1755-1315/946/1/012009
- Снакин В.В., Присяжная А.А., Рухович О.В. Состав жидкой фазы почв. М.: РЭФИА, 1997. 325 с.
- Snakin V.V. (ed.). White paper. Lead contamination of the environment in the Russian Federation and its effect on human health. Moscow: REFIA, 1997. 48 pp.
- Снакин В.В. Экология и охрана природы: Словарь-справочник / Под ред. А.Л. Яншина. – М.: Academia, 2000. – 384 с.
- Snakin V., Prisyazhnaya A., Kovacs-Lang E. Soil Liquid Phase Composition. ELSEVIER, 2001. 316 р.
- Дёжкин В.В., Снакин В.В. Заповедное дело: Толковый терминологический словарь-справочник с комментариями. М.: НИА-Природа, 2003. 307 с.
- Национальный атлас России в 4-х томах (соавт., 2005-2008)
- Музей землеведения МГУ: Путеводитель. М: 2010. 100 с. (соавт.)
- Музеи университетов Евразийской ассоциации: Аннотированный справочник (соавт., 2013)
- Снакин В.В., Е.М. Лаптева, Т.Г. Смурова и др. Воробьёвы горы: от Храма Христа Спасителя к Храму Науки / Под ред. А.В. Смурова и В.В. Снакина. М.: ИКАР , 2014. 92 с.
- Снакин В.В. Глобальные экологические процессы и эволюция биосферы: Энциклопедический словарь (2014)
- Снакин В.В. Экология, глобальные природные процессы и эволюция биосферы. Энциклопедический словарь. М.: Изд-во Московского университета, 2020. 528 с. (https://www.rfbr.ru/rffi/ru/books/o_2101835).
- Власов С.В., Коновалова О.В., Чудовская И.В., Власова И.В., Колотилова Н.Н., Снакин В.В. Метан в атмосфере, метанотрофы и развитие нефтегазовой промышленности. Methane in the atmosphere, methanotrophs and development of oil and gas industry. М.: Изд-во ООО "МАКС Пресс", 2021. 140 с. ISBN 978-5-317-06580-5, DOI: 10.29003/m1986.978-5-317-06580-5.
- Снакин В.В., Сочивко А.В., Бурлакова С.Б. и др. Ландшафтная живопись в Музее землеведения МГУ. М.: Изд-во ООО "МАКС Пресс", 2021. 172 с. ISBN 978-5-317-06645-1.